# L'any de la plaga
L'any de la plaga (originalment en castellà, El año de la plaga) és una pel·lícula de fantasia de 2018 dirigida per Carlos Martín Ferrera. Està basada en el llibre homònim de Marc Pastor i fa un homenatge a La invasió dels ultracossos. Rodada originalment en castellà, es va doblar al català per TV3, que va emetre-la per primer cop el 28 de maig de 2022.

## Sinopsi
En Víctor té una vida avorrida, marcada pel final de la seva relació amb la Irene i l'inici d'una nova relació amb la Lola i un complex de Peter Pan. En ple triangle amorós, la seva vida canvia de sobte quan comencen a passar successos inexplicables. Alguna cosa està posseint la gent i fa que canviï el seu comportament, i l'única cosa en comú entre els afectats sembla que és que tots es van quedar adormits a prop d'un tipus d'eucaliptus anomenat Gengiskhanensis. Els canvis s'estenen, però ningú sembla capaç d'oferir una explicació racional a aquests fets. En Víctor haurà d'enfrontar-se a les seves pors si vol trobar una explicació i sobreviure a l'any de la plaga.

## Repartiment
- Iván Massagué (Víctor)
- Ana Serradilla (Irene)
- Miriam Giovanelli (Lola)
- Canco Rodríguez (Casu)
- Héctor Jiménez (Ruscan)
- Juanra Bonet (Diego)
- Fermí Reixach (Lazlo)
- Sílvia Abril (Nieves)
- Maria Molins (Carmen)